# 園井町
園井町（そのいちょう）は、愛知県名古屋市中区にあった地名。現在の錦一〜三丁目の一部に相当する。1丁目から5丁目が設定されていた。

## 地理
名古屋市中区中央部に位置していた。東は御幸本町通8・9丁目、西は下園町3・4丁目、南は広小路通4・5・6・7丁目、栄町1丁目に接していた。ただし、町割の関係で、町域の間にも別の町が挟まっていた。

## 歴史

### 沿革
- 1876年（明治9年） - 以前の通称蒲焼町筋の御園町筋から本町筋までの5丁が園井町として独立[2]。
- 1878年（明治11年） - 名古屋区成立に伴い、同区園井町となる[3]。
- 1889年（明治22年） - 名古屋市成立に伴い、同市園井町となる[3]。
- 1908年（明治41年）4月1日 - 西区成立に伴い、同区園井町となる[1]。
- 1944年（昭和19年）2月11日 - 栄区成立に伴い、同区園井町となる[1]。
- 1945年（昭和20年）11月3日 - 栄区廃止に伴い、中区園井町となる[4]。
- 1966年（昭和41年）3月30日 - 住居表示実施に伴い、1丁目が錦一丁目、2〜5丁目が錦二丁目に編入され、消滅[5]。